# Clearco (console 384)
Clearco (latino: Clearchus; fl. 365-384) è stato un politico romano del Tardo impero.

## Biografia
Clearco era un pagano; l'omonimo Clearco, prefetto del pretorio dell'Illirico nel 407, era probabilmente suo figlio. Ebbe uno scambio di lettere col retore Libanio.
Crearco fu nominato proconsole d'Asia (366-367) dall'imperatore Valente come ricompensa per non essere passato dalla parte dell'usurpatore Procopio durante la rivolta di questi (365-366). In questa veste protesse il filosofo Massimo di Efeso e fece destituire il prefetto del pretorio d'Oriente Saturnino Secondo Salustio.
Fu praefectus urbi di Costantinopoli due volte: la prima nel 372-373, quando costruì anche un acquedotto, la seconda nel 382-384. Nel 384 esercitò pure il consolato.